# Course en ligne féminine des moins de 23 ans aux championnats du monde de cyclisme sur route 2023
La course en ligne féminine des moins de 23 ans aux championnats du monde de cyclisme sur route 2023 a lieu le 13 août 2023 sur 154,1 kilomètres entre Balloch et Glasgow, au Royaume-Uni. L'épreuve a lieu en même temps que la course élite féminine.

## Classement
| Rang                               | Cycliste            | Pays             | Temps          |
| ---------------------------------- | ------------------- | ---------------- | -------------- |
| Médaille d'or, Coupe du Monde      | Blanka Vas          | Hongrie          | 4 h 6 min 46 s |
| Médaille d'argent, Coupe du Monde  | Shirin van Anrooij  | Pays-Bas         | + 0 s          |
| Médaille de bronze, Coupe du Monde | Anna Shackley       | Grande-Bretagne  | + 0 s          |
| 4                                  | Julie De Wilde      | Belgique         | + 10 min 8 s   |
| 5                                  | Megan Jastrab       | États-Unis       | + 10 min 15 s  |
| 6                                  | Marthe Goossens     | Belgique         | + 10 min 15 s  |
| 7                                  | Dominika Włodarczyk | Pologne          | + 10 min 15 s  |
| 8                                  | Linda Riedmann      | Allemagne        | + 10 min 15 s  |
| 9                                  | Sarah Van Dam       | Canada           | + 10 min 15 s  |
| 10                                 | Ella Wyllie         | Nouvelle-Zélande | + 10 min 15 s  |